# Fras (grammatik)
Inom språkvetenskap är en fras gruppering av ord som hör samman med varandra. Orden utgör en konstituent inom en menings syntax.
En fras tillhör oftast en sats, men begreppet fras handlar om formen snarare än funktionen av de ingående orden. När man i stället avser funktionen talar man om satsdelar eller satsled. Orden min gamla cykel har formen av en nominalfras och kan fungera som en satsdel (i detta fall som subjekt) i en sats, till exempel i min gamla cykel är vacker. Beskrivning av fraser och satser kallas syntax.
En fras består av minst ett ord, dess huvudord. Huvudordet kan sedan ha olika bestämningar. I exemplet min gamla cykel är cykel huvudordet medan min och gamla hjälper till att identifiera huvudordet. Även bisatser kan vara bestämningar till huvudordet.
Cykeln som är gammal är vacker.
Det kan också bli mer än ett huvudord om de samordnas (med en konjunktion).
Styret och sadeln är vackra.
Fraser kan vara underordnade varandra. En prepositionsfras kan till exempel bestå av en preposition och en nominalfras.
Hon stirrade på min gamla cykel.
Fraser kan vara invecklade och innehålla så kallade Inbäddade fraser där den inbäddade frasen inte behöver vara av samma slag som den större. 
Olika frastyper benämns efter sitt huvudord (närmare bestämt: efter huvudordets ordklasstillhörighet). Det finns nominalfraser, verbfraser, adjektivfraser, adverbfraser och prepositionsfraser. 
Vissa satsförkortningar kallas också för fraser: infinitivfraser, komparativfraser, predikativfraser och med-fraser.